# ComfortJet
A ComfortJet a České dráhy (ČD, Cseh Államvasutak) által üzemeltetett, állandóan összekapcsolt, 230 km/h sebességű távolsági vonatszerelvénye. A vonatokat a Siemens Mobility és a Škoda Transportation gyártotta, és 2024-ben álltak forgalomba. A ComfortJet a ČD EuroCity és InterCity járatain a régebbi gördülőállományt fogja felváltani. Tervezett bevetési területe Ausztria, Németország, Dánia, Magyarország nemzetközi vonatjáratai, továbbá a cseh belföldi InterCity járatok.

## Története
2021. április 12-én a Siemens Mobility és a Škoda Transportation konzorcium nyerte a 180 új kocsi szállítására vonatkozó keretszerződésre kiírt pályázatot, amelynek keretében a Siemens Mobility a kocsik és a forgóvázak, a Škoda Transportation pedig a belső felszerelésért felelt..
2022 márciusában a České dráhy szerződést írt alá a Siemens Mobilityvel 50 darab Siemens Vectron többáramnemű, 230 km/h maximális üzemi sebességű villamos mozdony beszerzéséről. A ComfortJet vonatokat ezekkel a mozdonyokkal fogják üzemeltetni. A ČD volt az első, aki megrendelte a 230 km/h-s mozdonyváltozatot.

## Felszerelés
A ComfortJet kilenc kocsiból áll, amelyek állandóan légmentesen összekapcsoltak. A vonat egyik végéhez egy mozdony, a másik végéhez pedig egy vezérlőkocsi van csatlakoztatva. Elődjéhez, a Railjet 1. generációhoz hasonlóan a vonat további kocsikkal bővíthető.

## Tervezett felhasználási területek
A České dráhy a vonatokat a következő járatokon tervezi használni:
- Praha hl.n.-Olomouc hl.n.-Ostrava hl.n.
- Praha hl.n.-Ústí nad Labem hl.n.-Dresden Hauptbahnhof-Berlin Hbf-Hamburg Hbf (-Københavns Hovedbanegård)
- Praha hl.n.-Brno hl.n.-Wien Hbf-Graz Hbf (-Villach Hbf)
- Praha hl.n.-Brno hl.n.-Bratislava hlavná stanica-Budapest Nyugati pályaudvar

## Lásd még
- Siemens Viaggio Comfort
- InterJet